# Olios stictopus
Olios stictopus is een spinnensoort uit de familie van de jachtkrabspinnen (Sparassidae).
De wetenschappelijke naam van de soort werd in 1898 als Sparassus stictopus gepubliceerd door Reginald Innes Pocock.